# Чаячье (Алтайский край)
Чаячье — село в Топчихинском районе Алтайского края. Входит в состав Сидоровского сельсовета.

## История
Основано в 1918 году. В 1928 году посёлок Чаячий состоял из 129 хозяйств, основное население — русские. В административном отношении входил в состав Ново-Барнаульского сельсовета Барнаульского района Барнаульского округа Сибирского края.

## Население
| 1926 | 1997 | 1998 | 1999 | 2000 | 2001 | 2002 | 2003 | 2004 |
| ---- | ---- | ---- | ---- | ---- | ---- | ---- | ---- | ---- |
| 808  | ↘129 | ↘124 | ↘120 | ↘116 | ↗123 | ↘118 | ↘112 | ↘111 |
| 2005 | 2006 | 2007 | 2008 | 2009 | 2010 | 2011 | 2012 | 2013 |
| ↘97  | ↗98  | ↘94  | ↘90  | ↗91  | ↘72  | ↘71  | ↗76  | ↘71  |

### Национальный состав
Согласно результатам переписи 2002 года, в национальной структуре населения русские составляли 97 %.

## Известные уроженцы
- Овсянников, Алексей Иванович (1928—2008) — советский и российский журналист и художник. Заслуженный работник культуры РСФСР.